# Nindorf (Bergen)
Pour les articles homonymes, voir Nindorf.
Nindorf est un quartier de la commune de Bergen, dans le Land de Basse-Saxe.

## Géographie
Le quartier est à environ 4 km au nord-ouest de Bergen. Les villages de Nindorf sont Widdernhausen et Nindorf. L'endroit se trouve sur la Kreisstraße K 12, qui mène de Bergen à Wietzendorf.

## Histoire
Nindorf est mentionné pour la première fois en 1197 sous le nom de villa Nendorpe.
Le 1er janvier 1973, Nindorf est incorporé à la ville de Bergen.

## Source, notes et références
- (de) Cet article est partiellement ou en totalité issu de l’article de Wikipédia en allemand intitulé « Nindorf (Bergen) » (voir la liste des auteurs).

1. 1 2  (de) « Nindorf », sur Bergen (consulté le 27 mai 2022)
2. ↑  (de) Statistisches Bundesamt, Historisches Gemeindeverzeichnis für die Bundesrepublik Deutschland. Namens-, Grenz- und Schlüsselnummernänderungen bei Gemeinden, Kreisen und Regierungsbezirken vom 27.5.1970 bis 31.12.1982, 1983 (ISBN 3-17-003263-1)